# Petroquímica

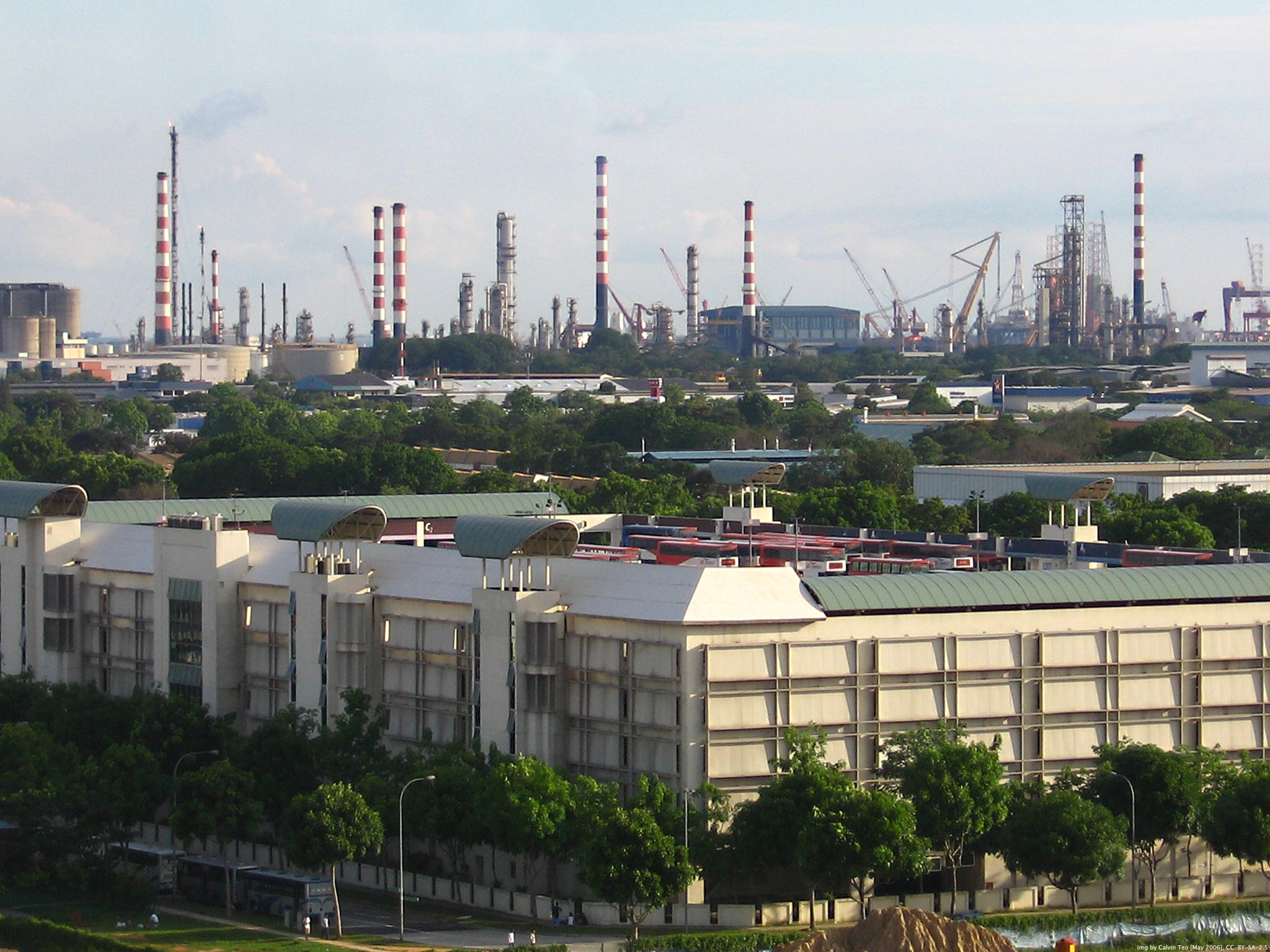
Vista de una planta petroquímica en Singapur

La petroquímica es la rama de la química que estudia la transformación del petróleo crudo (petróleo) y el gas natural en productos o materias primas útiles. Estos productos petroquímicos se han convertido en una parte esencial de la industria química actual en todo el mundo. 
La industria petroquímica es aquella dedicada a obtener derivados químicos del petróleo y de los gases asociados. Los productos petroquímicos incluyen todas las sustancias químicas que de ahí se derivan. La industria petroquímica moderna data de finales del siglo XIX. La mayor parte de los productos petroquímicos se fabrican a partir de un número relativamente pequeño de hidrocarburos, entre ellos el metano, el etano, propano, butano y los aromáticos como el benceno, tolueno y xileno.
La petroquímica, por lo tanto, aporta los conocimientos y mecanismos para la producción de productos petroquímicos, combustibles fósiles, como la gasolina, el gasoil, el querosén o el gas licuado de petróleo (GLP). Esta ciencia también trata sobre la producción de fertilizantes, pesticidas y herbicidas, asfaltos, fibras sintéticas y la fabricación de distintos plásticos. Los guantes, los borradores y las pinturas, entre muchos otros artículos de uso cotidiano, forman parte de la producción petroquímica.
Los procesos para la obtención de los productos petroquímicos se llevan a cabo en refinerías e implican cambios físicos y químicos de los hidrocarburos. El proceso básico, que divide al petróleo y al gas natural en diversos compuestos más ligeros, se conoce como cracking (se desdoblan las moléculas).
La combinación entre los petroquímicos básicos y distintos insumos químicos permiten obtener petroquímicos intermedios como las resinas en base al metanol (utilizadas para la fabricación de gomas, plásticos, detergentes y lubricantes), los poliuretanos (empleados en la fabricación de colchones y plásticos) y los acetaldehídos (que derivan en perfumes, saborizantes y otros).
La industria petroquímica exige importantes medidas de seguridad para evitar los daños ambientales ya que sus procesos son potencialmente contaminantes y de alto impacto medioambiental.

## Origen
Puede ser posible hacer petróleo a partir de cualquier tipo de materia orgánica en condiciones adecuadas. La concentración de materia orgánica no es muy alta en los depósitos originales, pero el petróleo y el gas natural evolucionaron en lugares que favorecían la retención, como las areniscas porosas selladas. El petróleo, producido durante millones de años por cambios naturales en los materiales orgánicos, se acumula debajo de la superficie de la tierra en cantidades extremadamente grandes. 
El primer pozo de petróleo comercial se estableció en 1859, dos años después de lo cual se estableció la primera refinería de petróleo. La industria creció a finales de los años cuarenta. La demanda de productos de la industria petroquímica creció durante la Segunda Guerra Mundial.  La demanda de materiales sintéticos aumentó, y este aumento de la demanda se resolvió reemplazando productos costosos y en ocasiones menos eficientes con estos materiales sintéticos. Esto hizo que el procesamiento petroquímico se convirtiera en una importante industria. 
Antes de esto, la industria petroquímica era un sector tentativo donde se podían llevar a cabo varios experimentos. La industria usaba materiales básicos: cauchos sintéticos en la década de 1900, la bakelita, el primer plástico derivado de la petroquímica en 1907, los primeros solventes petroquímicos en la década de 1920, el poliestireno en la década de 1930. Después de ese período, la industria produjo materiales para una gran variedad de áreas, desde artículos para el hogar (aparatos de cocina, textiles, muebles) hasta medicina (marcapasos, bolsas de transfusión), desde artículos de ocio (zapatillas, computadoras) hasta campos especializados como la arqueología y la criminalística.

## Petróleo crudo

### Conceptos básicos del petróleo crudo
Los aceites crudos son compuestos que consisten principalmente en muchos compuestos de hidrocarburos diferentes que varían en apariencia y composición.  La composición promedio del petróleo crudo es de 84 % de carbono, 14 % de hidrógeno, 1 % a 3 % de azufre y menos de 1% de nitrógeno, oxígeno, metales y sales.
Los aceites crudos se distinguen como dulce o amargo, dependiendo del contenido de azufre presente. Los aceites crudos con un alto contenido de azufre, que pueden estar en la forma de sulfuros de hidrógeno, se llaman ácidos, y los que tienen menos azufre se llaman dulces.

### Operación
Un proceso llamado destilación fraccionada separa el petróleo crudo en varios segmentos. Las fracciones en la parte superior tienen puntos de ebullición más bajos que las fracciones en la parte inferior. Las fracciones del fondo son pesadas y, por lo tanto, se «rompen» en productos más ligeros y útiles. 
Directamente del pozo, el petróleo crudo o no procesado ("crudo") no es útil. Aunque el aceite dulce ligero se ha usado directamente como combustible para quemadores, estos fragmentos más livianos forman vapores explosivos en los tanques de combustible, y por lo tanto son peligrosos. El aceite se debe separar en varias partes y se debe refinar antes de usarlo en combustibles y lubricantes, y antes de que algunos de los subproductos formen materiales como plásticos, detergentes, solventes, elastómeros y fibras como el nylon y los poliésteres.

## Procesamiento

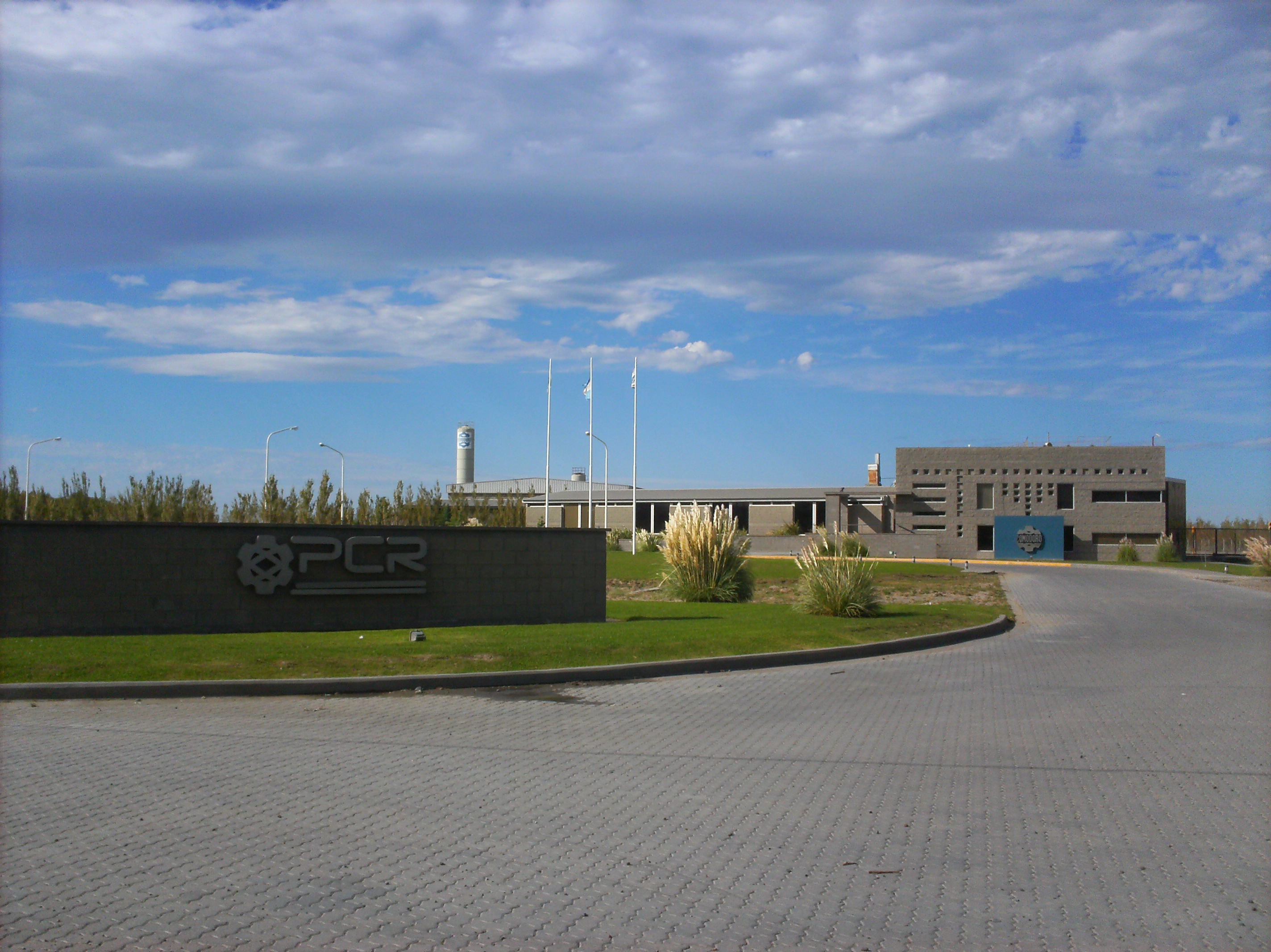
La planta cementera Petroquímica Comodoro Rivadavia, en Argentina

El petróleo crudo y el gas natural se extraen del suelo, en tierra o debajo de los océanos, con pozos petroleros.  Los barcos, trenes y tuberías transportan los aceites y gases extraídos a las refinerías. 
Las refinerías luego ejecutan procesos que causan diversos cambios físicos y químicos en el petróleo crudo y el gas natural.  Esto implica procesos de fabricación extremadamente especializados.  Uno de los procesos importantes es la destilación, es decir, la separación de crudo pesado en grupos más livianos (llamados fracciones) de hidrocarburos. Hay dos procesos de destilación: proceso CDU y proceso VDU. El objetivo del proceso CDU es destilar y separar los destilados valiosos (nafta, queroseno, diésel) y gasóleo atmosférico (AGO) de la materia prima bruta. La técnica utilizada para llevar a cabo el proceso anterior se denomina destilación compleja. Por otro lado, el objetivo del proceso VDU es recuperar los gasóleos valiosos del crudo reducido mediante destilación al vacío. Dos de las fracciones de la destilación son el fuel oil y la nafta. El fuel oil, se utiliza para calentar combustible diésel en aplicaciones automotrices. La nafta se usa en la gasolina y también se usa como la fuente principal de productos petroquímicos. 
La refinación es el procesamiento de una mezcla compleja de hidrocarburos en una serie de otras mezclas complejas de hidrocarburos.  La refinación es donde se detiene el trabajo de la industria petrolera y comienza el de la industria petroquímica. Las materias primas utilizadas en la industria petroquímica se conocen como materias primas.  Estos se obtienen de la refinería: nafta, componentes de gas natural como el butano y algunos de los subproductos de los procesos de refinación de petróleo, como el etano y el propano. Estas materias primas luego se procesan a través de una operación llamada craqueo. El cracking se define como el proceso de descomponer las moléculas de petróleo pesado en fracciones más ligeras y más valiosas.  Hay dos tipos: cracking térmico y cracking catalítico. En el craqueo térmico, se utilizan altas temperaturas.  El craqueo catalítico es cuando se está utilizando un catalizador. La planta donde se realizan estas operaciones se llama "cracker". Una vez que se completan estas operaciones, se obtienen nuevos productos que sirven como bloques de construcción de la industria petroquímica: olefinas, es decir, principalmente etileno, propileno y los llamados derivados de C4, incluido el butadieno, y aromáticos, llamados así por su distintivo olor perfumado. , es decir, principalmente benceno, tolueno y los xilenos. 
Luego, los productos petroquímicos pasan por varios procesos que eventualmente contribuyen a la producción final de productos como plásticos, jabones y detergentes, productos para el cuidado de la salud como aspirina, fibras sintéticas para ropa y muebles, gomas, pinturas, materiales aislantes, etc.